# Messancy
Messancy (luxemburgheză: Miezeg, valonă Messanceye, germană Metzig) este o comună francofonă din regiunea Valonia din Belgia. Comuna este formată din localitățile Messancy, Habergy, Hondelange, Sélange, Wolkrange, Differt, Longeau, Turpange, Bébange, Guelff și Buvange. Suprafața totală a comunei este de 52,43 km². La 1 ianuarie 2008 comuna avea o populație totală de 7.620 locuitori. 
1. ↑  Crossroad Bank of Enterprises, accesat în 13 octombrie 2023